# Alice Schofield
Alice Schofield o Alice Schofield Coates (3 de maig del 1881 - 19 de juny del 1975) fou una suffragette i política britànica. Va fer campanya pel dret al vot de les dones i a favor del dret a la igualtat salarial.

## Biografia
Alice Schofield nasqué a Cleveland, Yorkshire, però la seua família era pobra i va haver de ser criada per familiars a Manchester. Era atea i vegetariana. Es formà com a professora amb Teresa Billington, que també era laica. Schofield degué conéixer Emmeline Pankhurst en una audiència disciplinària contra Alice Schofield per negar-se a fer classes de religió. Altres en diuen que la conegué durant un discurs. En tot cas, Pankhurst era membre del comité d'Educació de Manchester i va aconseguir que Alice Schofield treballàs en una escola jueva on la instrucció religiosa no era un requisit legal.(2)
Ella i Teresa Billington entraren en el Partit Laborista Independent i en la Unió Política i Social de Dones de Pankhurst. Hi conegué Eva Gore-Booth i Esther Roper. Estava entusiasmada amb la causa pel sufragi, però no amb la WSPU. Com a molts altres membres, li preocupava l'actitud autocràtica d'Emmeline i Christabel Pankhurst.(2)
El 1907 es va formar el grup dissident Women's Freedom League, més democràtic. Hi incloïa Charlotte Despard, Teresa Billington i la mateixa Alice Schofield. En fou directora a temps complet. L'associació s'oposava a les mesures extremes de la WSPU de Pankhurst, com ara els incendis. El 1909 s'establí a Middlesbrough, on un germà d'un membre de la WFL l'ajudà. Era Charles Coates; es casaren al 1910. Alice Schofield feu conferències a South Shields, o viatjà a Escòcia per afers de la WFL i a Londres per a assistir a reunions de la WGL en què formava part del comité executiu. Ella i el marit regentaven un restaurant vegetarià a Linthorpe Road, Middlesbrough.
El 1919, Alice Schofield fou la primera regidora de Middlesbrough. El 1924 el negoci d'importació del carbó del marit deixà de ser rendible. Alice continuà en el Partit Laborista i esdevingué jutgessa de pau.
Al final de la seua carrera va fer campanya perquè les dones tinguessen igualtat salarial. La legislació que ho garantia fou aprovada el 1970. Alice Schofield va morir el 1975.